# Rennes-le-Château
Rennes-le-Château (okcitansko Rènnas del Castèl) je majhna  občina, približno 5 km  južno od Couiza, v departmaja Aude v Languedocu na jugu Francije.
Ta hribovska vasica je znana po vsem svetu in na leto sprejme več deset tisoč obiskovalcev, ki jih privlačijo teorije zarote, ki obkrožajo domnevno zakopani zaklad, ki naj bi ga v 19. stoletju odkril duhovnik Bérenger Saunière in katerega natančna narava je sporna tudi med temi, ki sploh verjamejo v njegov obstoj .

## Zgodovina
Gore Sevenov obkrožajo oba konca regije na severovzhodu in Pireneji na jugu. Območje je znano po svoji pokrajini, z nazobčanimi grebeni, globokimi rečnimi kanjoni in skalnatimi apnenčastimi planotami z velikimi jamami.
Rennes-le-Château je bil kraj prazgodovinskega tabora, kasneje pa rimska kolonija ali vsaj rimska vila ali tempelj, kakršen je bil dokazano, zgrajen na Fa, 5 km zahodno od Couize, del rimske province Gallia Narbonensis, najbogatejši del rimske Galije.
Rennes-le-Château je bil v 6. in 7. stoletju del Septimanije. Domneva se, da je bilo nekoč pomembno vizigotsko mesto, v katerem je okoli leta 500–600 živelo okoli 30.000 ljudi. Vendar sta britanski arheolog Bill Putnam in britanski fizik John Edwin Wood trdila, da bi na mestu sedanje vasi morda obstajalo vizigotsko mesto, vendar bi bilo '«število prebivalcev bližje 300 kot 30.000« .
Do leta 1050 so to območje nadzorovali Toulouški grofje in okoli leta 1002 v Rennes-le-Châteauju zgradili grad, čeprav od te srednjeveške zgradbe ni ostalo nič - sedanja ruševina je iz 17. ali 18. stoletja.
Več gradov v okoliški provinci Languedoc je bilo v središču bitke med katoliško cerkvijo in katari na začetku 13. stoletja. Drugi gradovi so varovali nestanovitno mejo s Španijo. V pohodih katoliških oblasti ali albižanski križarski vojni so bile izbrisane celotne skupnosti, da so znebili katarskih heretikov in spet, ko so se francoski protestanti dve stoletji pred francosko revolucijo borili proti francoski monarhiji.

## Cerkev sv. Marije Magdalene
Vaška cerkev, posvečena sveti Mariji Magdaleni, je bila večkrat prezidana. Najstarejša cerkev, o kateri so na mestu kakršni koli dokazi, sega morda v 8. stoletje, vendar je bila ta prvotna cerkev v 10. ali 11. stoletju skoraj zagotovo že v ruševinah, ko je bila na mestu zgrajena še ena cerkev, katere ostanke je mogoče videti v romanskih stebrastih arkadah na severni strani apside. Ta je ob manjših popravilih preživela vse do 19. stoletja, ko jo je obnovil lokalni duhovnik Bérenger Saunière. Ohranjene knjige računov, ki pripadajo Saunièru, razkrivajo, da je obnova cerkve, vključno z deli na prezbiteriju in pokopališču, v desetletnem obdobju med letoma 1887 in 1897 stala 11.605 frankov. Skupaj z inflacijo bi bil danes (2019) ta znesek enak približno 4,5 milijona evrov.
Med zunanjimi okraski Saunièrea je bil latinski napis Terribilis est locus iste, ki je vidno prikazan na prekladi glavnega vhoda; dobesedni in najbolj očiten prevod je To mesto je grozno; preostalo posvetilo, nad lokom vrat, piše: To je božja hiša, nebeška vrata in imenovala se bo kraljevski dvor božji.
V cerkvi je bila ena od figur, ki jih je namestil Saunière, demon Asmodej, ki podpira kropilnik.  Njegova prvotna glava je bila ukradena leta 1996 in ni bila nikoli povrnjena. Hudičeva figura, ki drži kropilnik, je redka in nenavadna izbira za notranjo dekoracijo cerkve, vendar ne izključno cerkev svete Marije Magdalene; podobno temo si lahko ogledamo v kolegijski cerkvi sv. Vincenca v Montréalu, nedaleč od Rennes-le-Château. 
Nove figure in kipi niso bili narejeni posebej za to cerkev, temveč jih je Saunière izbral iz kataloga, ki ga je v Toulousu izdal Giscard, kipar in slikar, ki je med drugim ponujal kipe in skulpture za obnovo cerkva.ref>Marie de Saint-Gély, Bérenger Saunière, prêtre Rennes-le-Château 1885–1917 (Bélisane, 1989; 2005), p. XLII, XLIV and XLV, which has reproduced pages from the Giscard catalogue.</ref>
Saunière je financiral tudi gradnjo Magdaleninega stolpa, stolpu podobne zgradbe, ki se je prvotno imenovala Tour de L'horloge in se je kasneje preimenovala po sv. Mariji Magdaleni. Saunière ga je uporabljal kot svojo knjižnico. Zgradba vključuje krožno kupolo z dvanajstimi prsobrani na razgledišču, ki jo je povezal z oranžerijo. Stolp ima sprehajališče, ki ga povezuje z Vilo Bethanijo, ki je duhovnik dejansko ni uporabljal. Na sojenju je izjavil, da je bila namenjena domu upokojenih duhovnikov. Ohranjena potrdila in obstoječe knjige računov, ki pripadajo Saunièreju, razkrivajo, da je gradnja njegovega posestva (vključno z odkupi zemljišč) med letoma 1898 in 1905 stala 26.417 frankov.
Po Sauniereovih prenovah in preurejanjih je cerkev leta 1897 posvetil škof monsinjor Billard.
V letih 1910–1911 je škofija Bérengerja Saunièrea pozvala, naj se pred cerkvenim sojenjem sooči z obtožbami simonije. Spoznali so ga za krivega in ga suspendirali. Ko so ga prosili, naj pripravi svoje knjige računov, se ni hotel udeležiti sojenja.

## Sodobna slava
Vas je vsako leto obiskalo do 100.000 turistov na vrhuncu priljubljenosti najbolj prodajanega romana Dana Browna Da Vincijeva šifra . Sodobni sloves Rennes-le-Château temelji predvsem na trditvah in zgodbah iz sredine 1950-ih, ki se nanašajo na župnika Bérengerja Saunièra iz 19. stoletja, vodilnih raziskovalcev Michaela Baigenta, Richarda Leigha in Henryja Lincolna, ki so napisali Sveta kri in sveti gral, ki je leta 1982 postal uspešnica; njihovo delo je v nadaljevanju spodbudilo Brownovo Da Vincijevo šifro, objavljeno leta 2003.
Prvi znani priljubljeni članek o Saunièreju je napisal Roger Crouquet v belgijski reviji Le Soir illustré, ki je izšla leta 1948 . Avtor je obiskal Aude, da bi spoznal svojega prijatelja Jeana Mauhina, Belgijca, ki se je preselil v Quillan, da bi odprl tovarno zvonov in klobukov in na njegov predlog obiskal Rennes-le-Château. Tam je Crouquet zbral pričevanja krajanov o Saunièreju. Neka oseba je povedala, kako je imel duhovnik »raje vino in ženske kot opravljal duhovništvo. Konec prejšnjega stoletja je imel precej izvirno idejo. V tujih časopisih, zlasti v ZDA, je objavil oglas, ki je naznanil, da je ubogi duhovnik iz Rennes-le-Châteauja živel med heretiki in imel le najnujnejše vire. Kristjane celega sveta je prepričal v tako usmiljenje in sporočil, da je stara cerkev, arhitekturni dragulj, na poti v neizogibno propadanje, če je ne bo v najkrajšem možnem času obnovil«.. Crouquet je dodal: »Kropilnik, ki krasi vhod v kapelo, nosi rogat hudič s klovnovimi kopiti. Stara ženska je pripomnila: To je stari duhovnik, spremenjena v hudiča«.
Crouquetov članek je zbledel v obskurnost in ga je prepustil domačinu Noël Corbu, ki je sredi 1950-ih na nekdanjem Saunièrvem posestvu odprl restavracijo (imenovano L'Hotel de la Tour), da bi vas naredil prepoznavno. Corbu je začel širiti zgodbe, da je Saunière med obnavljanjem svoje cerkve leta 1892 odkril listine, povezane z zakladom Blanche Kastiljske in ki naj bi »v skladu z arhivi« obsegal 28.500.000 kosov zlata (pravijo, da je zaklad francoske krone, ki ga je zbrala Blanche za plačilo odkupnine Ludvika IX.,  ujetnika nevernikov, katerega presežek je skrivala v Rennes-le-Château). Ko je našel le del tega dela, je Saunière nadaljeval svoje preiskave pod cerkvijo in na drugih delih njegove posesti.
Corbu, ki mu sledijo Baigent, Leigh in Lincoln, trdi, da je bil Rennes-le-Château prestolnica vizigotskega kraljestva Rhedae, medtem ko nekateri drugi postavljajo Rhedaejevo središče v Narbonne. Corbujevo trditev je mogoče zaslediti do knjige Louisa Fédiéja z naslovom Le comté de Razès et le diocèse d'Alet (1880), ki je vsebovala poglavje o zgodovini Rennes-le-Châteauja; izšla je kot brošura leta 1994 . Noël Corbu je to zgodbo vključil v svoj esej L'histoire de Rennes-le-Château, ki je bil shranjen v departmajskem arhivu v Carcassonneju 14. junija 1962. Fedijeve trditve o prebivalstvu in pomenu Rhedaeja so bile odtlej pod vprašajem pri delu arheologov in zgodovinarjev .
Corbujeva zgodba je bila objavljena v knjigi Roberta Charrouxa Trésors du monde leta 1962 , ki je pritegnila pozornost Pierra Plantarda, ki je z nejasnimi motivi uporabil in prilagodil Corbujevo zgodbo, ki vključuje apokrifno zgodovino Prieuré de Sion, navdih za knjigo L'Or de Rennes iz leta 1967 avtorja Gérarda de Sèdeja . Sèdejeva knjiga je vsebovala reprodukcije listin, ki jih je domnevno odkril Saunière in namigoval na preživetje linije Dagoberta II. Plantard in Sède sta izpadla zaradi avtorskih pravic in Philippe de Chérisey, Plantardov prijatelj, je razkril, da je ponaredil nekaj listin kot del domnevnega zapleta. Plantard in Chérisey sta vložila dokumente v zvezi s Sionskim priorstvom v francosko Bibliothèque Nationale.
Corbujeva zgodba je avtorja Roberta Charrouxa navdihnila za aktivno zanimanje in leta 1958 je skupaj z ženo Yvette in drugimi člani Kluba iskalcev zakladov, ki ga je ustanovil leta 1951, z detektorjem kovin raziskal vas in njeno cerkev .
Leta 1969 je britanski raziskovalec in scenarist za BBC, Henry Lincoln, med počitnicami v Sevenih prebral knjigo Gérarda de Sèdeja. Med letoma 1972 in 1979 je ustvaril tri dokumentarne filme za BBC2 Chronicle in nekaj svojega gradiva predelal v nefiktivni uspešnici iz leta 1982, Sveta kri in sveti gral, ki jo je napisal v soavtorstvu z raziskovalcema Michaelom Baigentom in Richardom Leighom . Njihova knjiga zaključuje, da je Sionsko priorstvo prek vitezov templarjev varovalo merovinško krvno linijo, da je ta dinastija izhajala iz domnevne poroke Jezusa Kristusa in Marije Magdalene in da je bil Pierre Plantard sodobni potomec; namigovala je, da je Saunière morda odkril to skrivnost in svoje bogastvo nabral z izsiljevanjem Svetega sedeža. Kljub priljubljenosti nekateri zgodovinarji menijo, da knjiga vsebuje  pomanjkljive premise in da je več argumentovvprašljivih.
Hipoteze o krvnih linijah Lincolna, Baigenta in Leigha so pozneje uporabljene leta 2003 v uspešnici Dana Browna Da Vincijeva šifra. Medtem ko v njegovem romanu Rennes-le-Château nikoli ni posebej omenjen, je Brown navedel nekatere ključne junake, povezana imena, na primer 'Saunière' in 'Leigh Teabing' (anagrami iz 'Leigh' in 'Baigent'). Slednja dva avtorja sta proti Brownu vložila (in izgubila) tožbo za plagiat. Izjemna priljubljenost Da Vincijeve šifre je ponovno vzbudila zanimanje turistov, ki obiskujejo Rennes-le-Château in si ogledujejo mesta, povezana s Saunièreom.

## Izkopavanja
Nenadno zanimanje za Saunièrjevo cerkev, ki je nastalo zaradi zgodb, ki jih je v 1950-ih širil Noël Corbu, je spodbudilo dve izkopavanji cerkve svete Marije Magdalene. Prvo, maja 1956, je vodil dr. André Malacana, ki je po izkopavanju podzemlja cerkve na globini približno enega metra odkril lobanjo z rezom, vendar ni uspel razkriti ničesar drugega, kar bi ga zanimalo . Dr. Malacan je umrl leta 1997, lobanja pa je ostala v lasti njegove družine do maja 2014, ko so jo nazadnje vrnili vasi po večletnem pravdanju  (s karbonsko datacijo lobanje so jo postavili med leti 1281 in 1396). Med letoma 1959 in 1963 je Jacques Cholet, pariški inženir, v cerkvi opravil več izkopavanj, a ni odkril ničesar omembe vrednega .
Novembra 1956 je monsieur Cotte iz Socété des arts et des Sciences de Carcassonne na svojem mesečnem zasedanju vprašal članstvo o zakladu Rennes-le-Château, kar je privedlo do preiskave te teme. Marca 1957 sta dva člana opravila raziskavo na kraju samem, ki je trajala eno leto. Lokalni zgodovinar René Descadeillas je komentiral: »Nikjer niso našli nobenih dokazov, ki bi podpirali trditev, da bi lahko posameznik, družina, skupina ali klan v Rennesu zakopal dragocen zaklad in ga nato prikril v kraju ali okolici. Poleg tega so bile dejavnosti duhovnika Saunièra nedvomno zgovorne takšnim strategijam, ki jih je bil navajen uporabljati za obogatitev«.
Leta 2003 je vaški župan izkopaval tla v stolpu Magdala in ni našel nobenega pričakovanega zaklada.  Hkrati s prošnjo za izkopavanje cerkve je bila zavrnjena  Directions Régionales des Affaires Culturelles, arheološkega telesa Francije.

## Teorije zarote
V 1950-ih in 1960-ih je celotno območje okoli Rennes-le-Château postalo središče senzacionalnih trditev, ki vključujejo Blanche Kastiljsko, Merovinge , viteze templarje, katare in zaklad Salomonovega templja (plen Vizigotov), ki naj bi vseboval skrinjo zaveze in menoro (svečnik iz Jeruzalemskega templja). Od 1970-ih so se ideje razširile na Sionsko priorstvo, Rex Deus, sveti Gral , ley linije, sveto geometrijo, posmrtne ostanke Jezusa Kristusa , vključno z navedbami, da se je Marija Magdalena naselila na jugu iz Francije  in celo leteče krožnike. Znana francoska avtorja, kot sta Jules Verne in Maurice Leblanc, naj bi v svojih romanih puščala namige o njunem poznavanju skrivnosti Rennes-le-Châteauja.
Teorije zarote Rennes-le-Châteauja so še naprej priljubljena sestavina založniške industrije, ki eksponentno raste in so predmet člankov v tisku, radijskih in televizijskih programih ter filmih. Spletna mesta in blogi posvečeni priznanim zgodovinskim skrivnostim, ki so prisotni v Rennes-le-Château in okolici, obstajajo v mnogih različnih državah; avtorski intervjuji so dostopni v podcastih.

### Kritike
Arheolog Paul Bahn je različne hipoteze, ki se nanašajo na vasico Rennes-le-Château, obravnaval kot »ljubljeni okultisti in 'privrženci' Nepojasnjenega«. Skrivnosti Rennes-le-Château združuje s tistimi o  Bermudskem trikotniku, Atlantidi in starodavnih astronavtih kot virov »slabo obveščenih in norčavih knjig« . Prav tako drugi arheolog Bill Putnam, soavtor z Johnom Edwinom Woodom The Treasure of Rennes-le-Château, A Mystery Solved (2003, 2005), vse priljubljene hipoteze zavrže kot psevdogodovino.
Laura Miller, sodelavka New York Times, je komentirala, kako je Rennes-le-Château »postal francoski ekvivalent Roswella ali Loch Nessa kot rezultat priljubljenih knjig Gérarda de Sèdeja« .
Christiane Amiel je leta 2008 komentirala, da se zdi, da se zaklad Rennes-le-Château »izogne vsem preiskavam, ki jih ljudje opravljajo. Kot pravljično zlato, ki se v priljubljenih basni pretvori v gnoj, takoj ko se ga človek dotakne, ostaja nemogoč. Obstaja lahko le, dokler ostane na značilni ravni sanj, med resničnim in namišljenim« .

## Dokumentarni filmi
- Fernsehdokumentation Geheimakte Sakrileg. Der Mythos von Rennes le Chateau im Rahmen der Terra-X-Dokus des ZDF, zuletzt gesendet am 30. Dezember 2012 um 17.45 h (Phoenix)
- Fernsehdokumentation Der Pfarrer und der Heilige Gral im Rahmen der Mythenjäger-Dokus des ZDF, zuletzt gesendet am 15. September 2017 um 04.00 h (ZDFinfo)